# SG Ruhr
Die SG Ruhr (Sportgemeinschaft Ruhr) ist ein Zusammenschluss von Schwimmabteilungen aus drei Bochumer und Hattinger Sportvereinen.

## Geschichte
Die SG Ruhr existiert seit 2004. Bei ihr gemeldete Schwimmer und Schwimmerinnen haben Finalteilnahmen und Medaillen bei NRW und Deutschen Meisterschaften sowie bei NRW- und Deutschen Jahrgangsmeisterschaften erreicht. Sowohl die 1. Mannschaft der Damen als auch der Herren schwimmt momentan in der 2. Bundesliga West. Dabei schwimmt die Damenmannschaft schon seit 2004 in der zweiten Liga, da sie den Startplatz der SG Hattingen-Welper übernommen hat. Die Herrenmannschaft startete 2004 hingegen in der Landesliga Westfalen und schaffte innerhalb von zwei Jahren den Aufstieg in die 2. Bundesliga West, in der sie jetzt seit 2006 schwimmt.

## Bekannte Athleten
Eine Athletin ist die Langstreckenspezialistin Britta Koiky. Sie ist amtierende Deutsche Poolmeisterin über 5 km im Becken. Der Wettbewerb wurde im Dezember 2008 in Elmshorn erstmals ausgetragen und Koiky konnte die Premiere für sich entscheiden. Zudem ist sie amtierende Deutsche Vizemeisterin im Jahrgang 1992 über 800 m und 1500 m Freistil sowie drittplatzierte im Freiwasser über 5 km. Auch bei den NRW-Meisterschaften im Freiwasser gewann sie die Premiere über 10 km. In 2008 schaffte sie es auch als erste Schwimmerin in der Geschichte der SG Ruhr den NRW-Titel in der Offenen Klasse zu gewinnen. Dies gelang ihr bei den NRW-Kurzbahnmeisterschaften in Wuppertal über 200 m Schmetterling.
In der Vergangenheit gingen auch einige andere Medaillengewinnern bei Deutschen Jahrgangsmeisterschaften aus den Reihen der SG Ruhr hervor. Dazu gehören Mirko Opitz, Nadia Edling und Markus Schwarze.
Medaillen bei NRW-Meisterschaften in der Offenen Klasse gingen seit 2004 an Annika Meister, Marit Blömer, Karina Krüger, Mirko Opitz, Nadia Edling, Daniel Bauer, Vanessa Schenk und Dominik Vogel an den Start.
Außerdem gibt es weitere Mitglieder, welche bei den Deutschen Meisterschaften 2021 erfolgreich teilgenommen haben. Darunter zählen: Moritz Krummel, Jarno Bäschnitt, Til Schmidt, Letizia Michelle Körber, Fee Lukosch, Tristan und Colin Warnecke und Jakob Gerke.

## Mitgliedsvereine
- SG Welper[1]
- Rot-Weiß 04 Bochum-Stiepel e. V.[2]
- SV Bochum 03 e. V.